# Henri Ier de Dabo
Pour les articles homonymes, voir Henri Ier.
 Henri Ier de Dabo / Dagsburg   († 28 juin avant 1050), était comte d'Eguisheim et comte de Dabo vers 1049.

## Origine familiale
Henri Ier est le fils d'Hugues de Dabo VI / fmg (IX) de la lignée des Etichonides du Nordgau et d'une certaine Mathilde NN. Il hérite les comtés de Dabo et d'Eguisheim.
Henri Ier épouse vers 1040 la fille héritière d'un seigneur de Moha appelé Albert - le seul seigneur documenté de cette première maison seigneuriale de Moha), ce qui explique l'introduction du nom « Albert » dans l'onomastique étichonide et la détention de cet alleu jusqu'à sa vente en 1204. Il devient Jure uxoris le premier "comte" de la deuxième maison de Moha. Une charte qui aurait élevé la seigneurie en comté n'a pas encore été découverte; peut-être l'âge et le rang des Etichonides ont permis cette discrète promotion sociale. Le couple laisse quatre enfants :
- Gérard II comte d'Eguisheim épouse Richarde (sans source primaire pour cette union selon fmg); seule enfant Heilwig, héritière de la partie majeure d'Eguisheim, qui  épouse en 1080 comme sa deuxième femme Gerard de Lorraine comte de Vaudémont, fils de Gérard duc de Haute Lorraine ;
- Hugues VII / VIII / fmg: (X) de Dabo († assassiné 1089) comte de Dabo; épouse Mathilde de Mousson (morte 1091/1105), fille du comte Louis de Montbéliard et de Sophie de Bar, sans descendance ;
- Albert Ier de Dabo († 1098) deuxième comte de Moha de la deuxième maison Moha comtale vers 1050 du droit de sa mère et d'une petite partie d'Eguisheim et comte de Dabo à la mort de son frère  Hugues ;
- Brunon († 1102) chanoine puis archidiacre à Toul. Filiation sans source primaire selon fmg.ac.

## Sources
- Michel Parisse Noblesse et chevalerie en Lorraine médiévale Publication Université de Nancy II,  Nancy 1982  (ISBN 2864801272), « Les Etichonides » p. 89, annexe 27, « Dabo » p. 375.
- « http://fmg.ac.Alsace »(Archive.org • Wikiwix • Archive.is • Google • Que faire ?).